# Marcolès
Marcolès ist eine französische Gemeinde im Département Cantal und in der Region Auvergne-Rhône-Alpes und mit 593 Einwohnern (Stand: 1. Januar 2022). Sie gehört zum Arrondissement Aurillac und zum Kanton Maurs.

## Lage
Marcolès liegt im Zentralmassiv, in der Châtaigneraie, etwa 17 Kilometer südsüdwestlich von Aurillac. Hier entspringen die Ressègue und die Rance. Umgeben wird Marcolès von den Nachbargemeinden Vitrac im Nordwesten und Norden, Saint-Mamet-la-Salvetat im Norden, Roannes-Saint-Mary im Nordosten, Lafeuillade-en-Vézie und Lacapelle-del-Fraisse im Osten, Sansac-Veinazès im Südosten, Sénezergues, Puycapel und Saint-Antoine im Süden, Leynhac im Südwesten sowie Boisset im Westen.

## Bevölkerungsentwicklung
| Jahr                       | 1962 | 1968 | 1975 | 1982 | 1990 | 1999 | 2006 | 2019 |
| Einwohner                  | 883  | 807  | 721  | 654  | 622  | 577  | 604  | 593  |
| Quellen: Cassini und INSEE |      |      |      |      |      |      |      |      |

## Sehenswürdigkeiten
- Kirche Saint-Martin aus dem 13. Jahrhundert, Umbauten aus dem 15. Jahrhundert

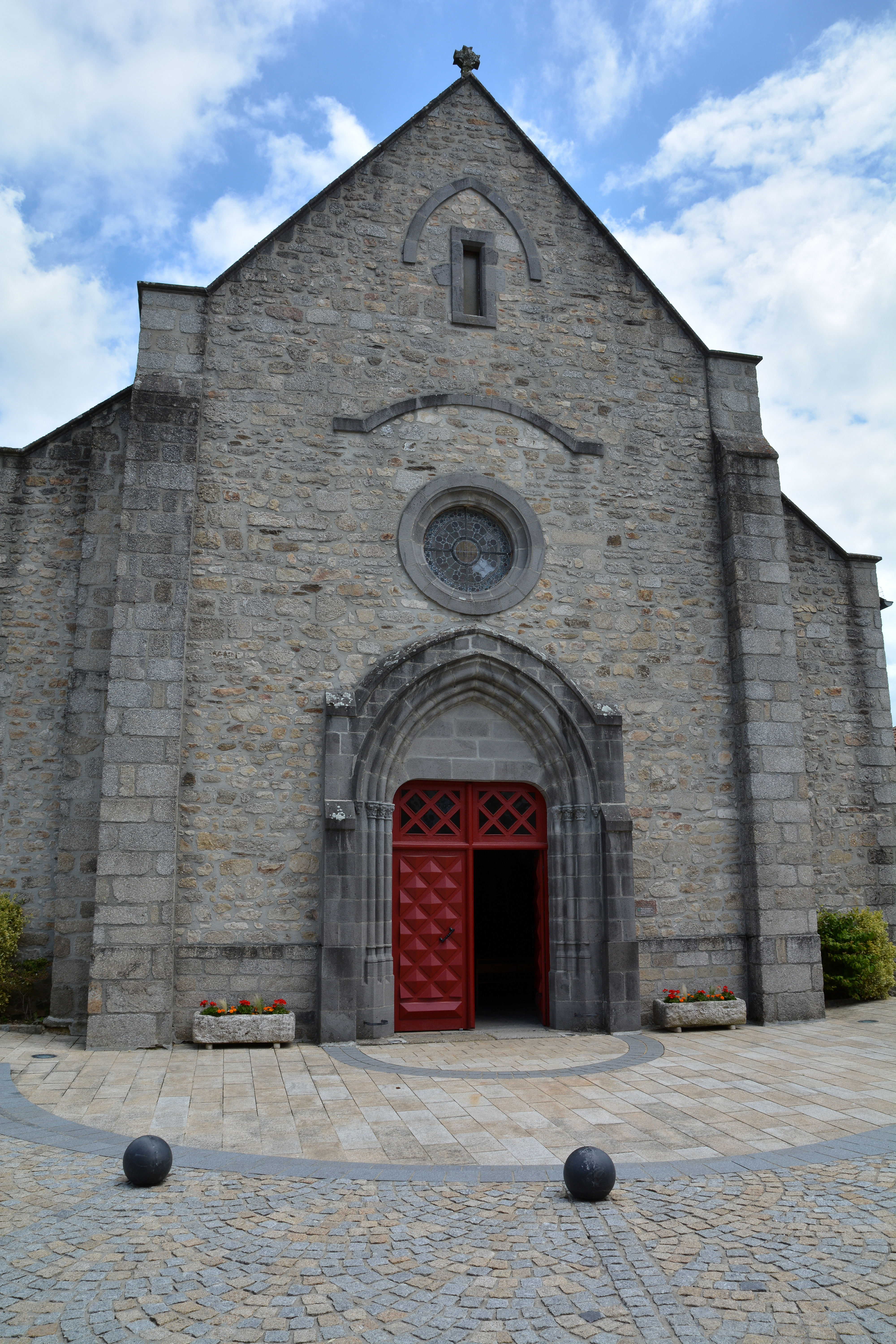
Kirche Saint-Martin

- historisches Ortszentrum
- Schloss Faulat
- Schloss La Morétie
- Schloss Le Poux